# Thaumatolpium kuscheli
Thaumatolpium kuscheli es una especie de arácnido del orden Pseudoscorpionida de la familia Olpiidae.

## Distribución geográfica
Se encuentra en Chile.